# Agrahara, Chintamani
Agrahara là một làng thuộc tehsil Chintamani, huyện Kolar, bang Karnataka, Ấn Độ.